# Orchestra Sinfonica Nazionale della RAI

Logo des Orchestra Sinfonica Nazionale della RAI seit 2017

Das Orchestra Sinfonica Nazionale della RAI (Italienisch für „Nationales Sinfonieorchester der Rai“, abgekürzt OSN, auch Orchestra RAI „Rai-Orchester“) ist ein italienisches Sinfonieorchester mit Sitz in Turin, das als Rundfunkorchester der staatlichen Gesellschaft Rai (Radiotelevisione italiana) fungiert. Es entstand 1994 aus dem Zusammenschluss der Rai-Sinfonieorchester von Mailand, Rom und Turin. Neben dem Orchestra dell’Accademia Nazionale di Santa Cecilia ist es das bekannteste Sinfonieorchester des Landes.

## Geschichte

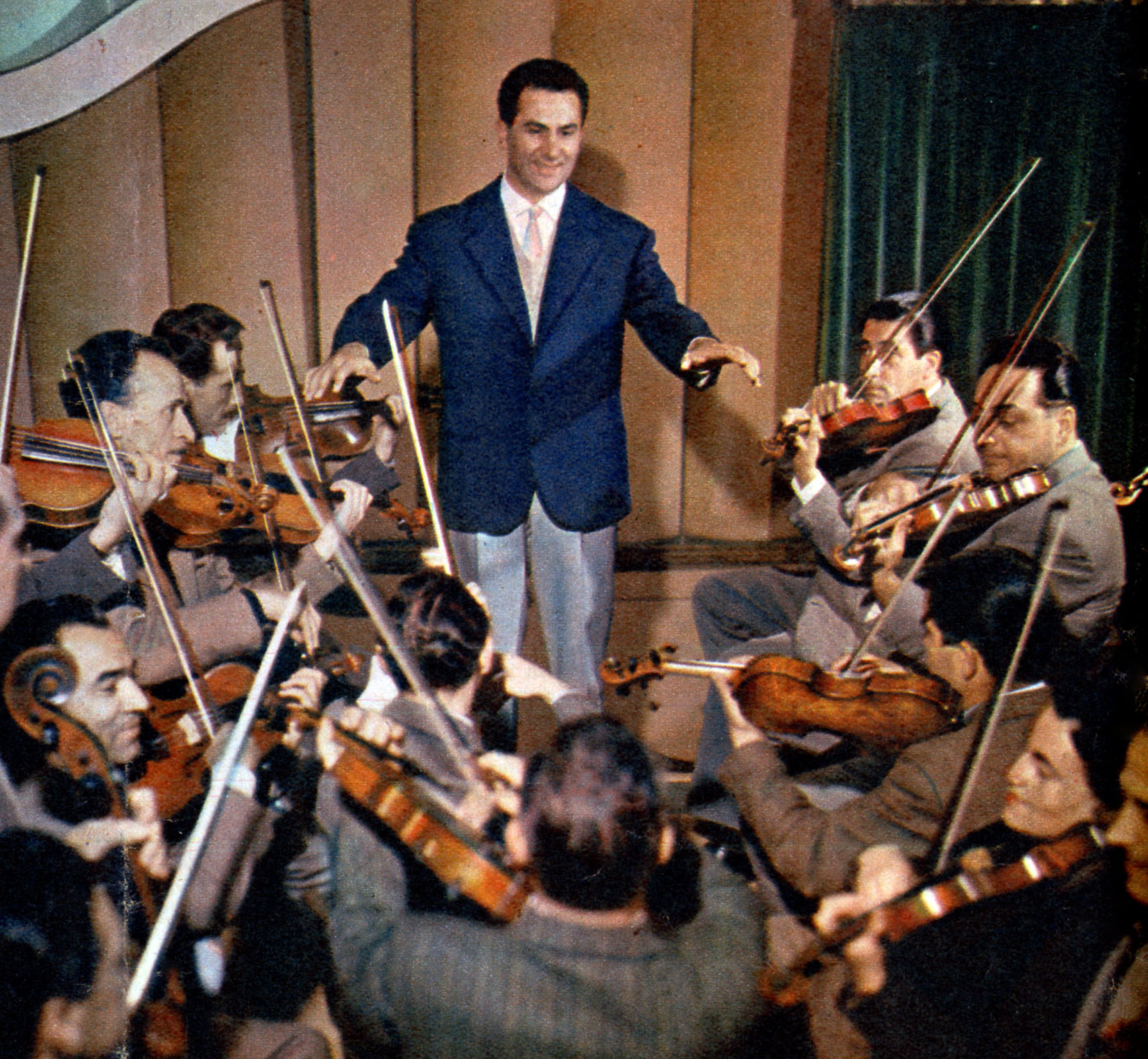
Carlo Savina mit dem Rai-Rundfunkorchester, 1956

Dass das nationale Sinfonieorchester seinen Sitz in Turin und nicht in den wesentlich größeren Städten Rom oder Mailand gefunden hat, ist kein Zufall. Seit dem ausgehenden 19. Jahrhundert war die Stadt das Zentrum für sinfonisches Wirken in Italien. Arturo Toscanini hatte hier 1896 als 29-Jähriger seine Karriere als Orchesterdirigent begonnen.
1925 erwarb der Unternehmer Riccardo Gualino das ehrwürdige, aber in die Jahre gekommene Teatro Scribe in Turin, ließ es aufwändig umbauen und etablierte unter dem neuen Namen Teatro di Torino einen festen Theater- und Opernbetrieb. Für letzteren und auch für gelegentliche sinfonische Konzerte rief er zusätzlich ein hauseigenes Orchester ins Leben, mit dessen Dirigat in den ersten Jahren Vittorio Gui betraut wurde. Schnell erwarb sich dieses Orchester einen ausgezeichneten Ruf.

Am 6. Oktober 1924 nahm in Italien der Rundfunk seinen Betrieb auf. Am 17. November 1927 schuf sich der staatliche, von den Faschisten unter Benito Mussolini kontrollierte Ente Italiano per le Audizioni Radiofoniche (EIAR, „Italienische Anstalt für das Radiohören“) ein Monopol dafür. Um autonom und möglichst unkompliziert auch Orchestermusik zu produzieren und zu senden, kaufte der EIAR 1931 das Teatro di Torino und baute es zu einem Konzertsaal („Auditorium“) um. Das Orchester wurde zum ersten italienischen Rundfunkorchester Orchestra Sinfonica dell’EIAR umfunktioniert. 1936 gründete der EIAR in Rom ein weiteres Sinfonieorchester mit Sitz im Auditorium am Foro Italico.

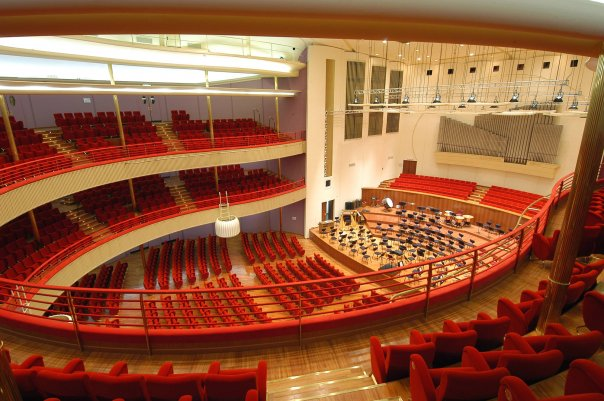
Das Auditorium RAI in Turin

1942, während des Zweiten Weltkriegs, wurde das Teatro di Torino bei einem Bombenangriff unwiederbringlich zerstört. Im Februar 1945 wurde der EIAR in Radio Audizioni Italia (RAI) und damit auch das Orchester in Orchestra Sinfonica di Torino della RAI umbenannt. In der Nachkriegszeit gründete die Rai 1950 ein drittes Radio-Sinfonieorchester in Mailand mit Sitz im Conservatorio Giuseppe Verdi. 1949 hatte sie zudem das Kammerorchester „Alessandro Scarlatti“ in Neapel gegründet. 1952 kaufte sie das Teatro Vittorio Emanuele in Turin und wandelte es zur neuen Heimstätte, dem heutigen Auditorium Rai di Torino, des Turiner Sinfonieorchesters um. Das Auditorium wurde 1958 mit einem Konzert, das Mario Rossi dirigierte, feierlich eingeweiht.

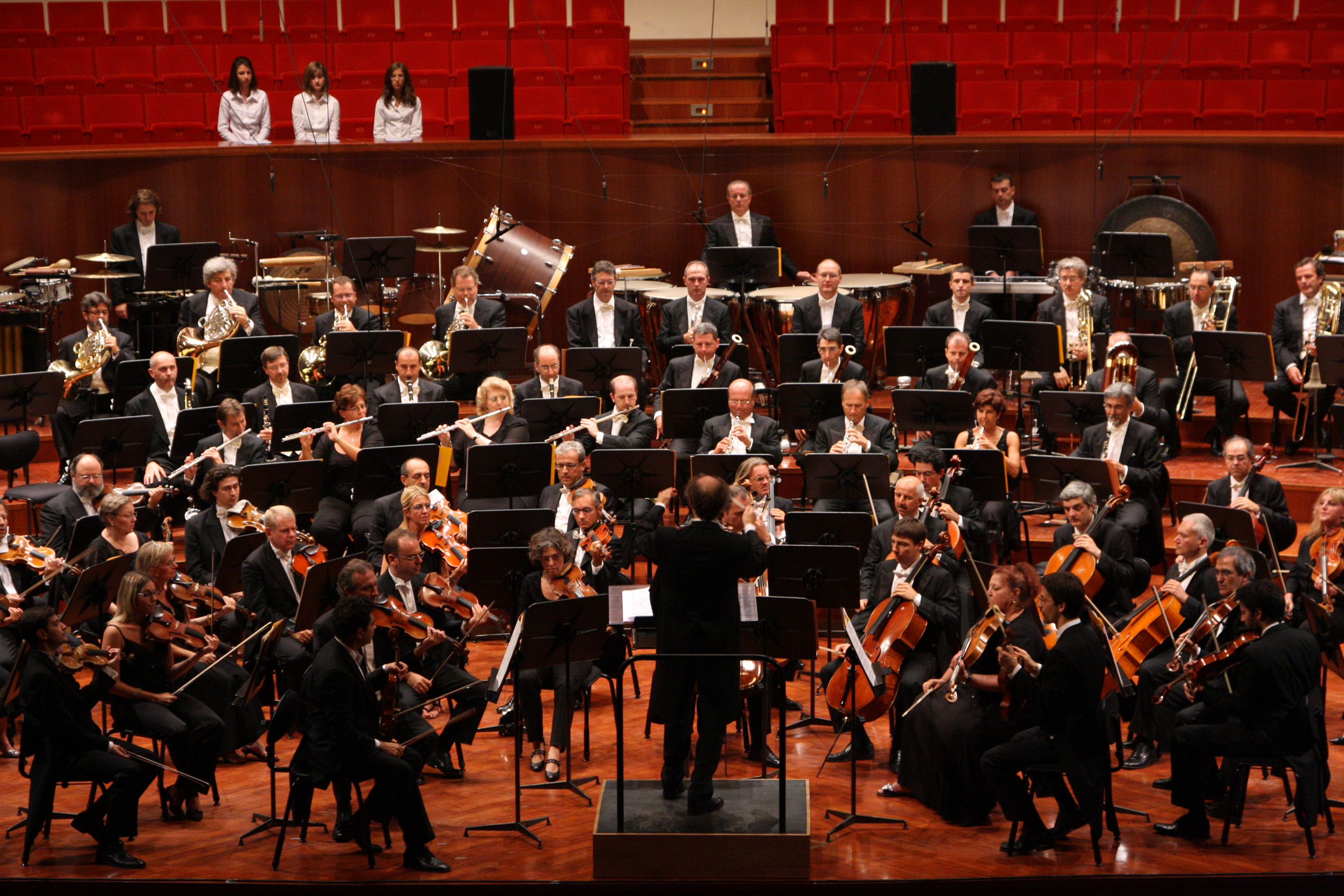
Das OSN unter Dirigent Peter Rundel im Auditorium Rai, Festival MITO SettembreMusica, 2008

Sparmaßnahmen und veränderte Hörgewohnheiten zwangen die Rai in den 1990er Jahren das System mit vier Orchestern aufzugeben. 1992 wurde das Kammerorchester in Neapel aufgelöst und in das Sinfonieorchester Rom integriert. 1993 wurde beschlossen, auch die Sinfonieorchester in Rom und Mailand aufzugeben und zu einem großen „nationalen“ Sinfonieorchester mit Sitz in Turin zu vereinen. Das neue Orchestra Sinfonica Nazionale della RAI wurde am 24. September 1994 mit einem Konzert unter den Dirigenten Georges Prêtre und Giuseppe Sinopoli eingeweiht.
Das Orchester spielt jährlich an den traditionellen Weihnachtskonzerten in der Basilika San Francesco in Assisi und im Senatsgebäude, dem Palazzo Madama, in Rom, ferner auch am Nationalfeiertag. Die Konzerte werden jeweils live übertragen.
Bekannte Gastdirigenten waren unter anderem Carlo Maria Giulini, Wolfgang Sawallisch, Mstislaw Rostropowitsch, Myung-Whun Chung, Lorin Maazel, Zubin Mehta, Juri Aronowitsch, Waleri Gergijew, Marek Janowski, Semjon Bytschkow, Kirill Petrenko, Wladimir Jurowski, Riccardo Chailly, Gerd Albrecht, Hartmut Haenchen, Mikko Franck, Christoph Eschenbach, Daniele Gatti und Daniel Harding.

## Chefdirigenten
- Frank Shipway, 1993–1996
- Jeffrey Tate, 1998–2001
- Rafael Frühbeck de Burgos, 2001–2007
- Juraj Valčuha, 2009–2016
- James Conlon, 2016–2020
- Andrés Orozco-Estrada, seit 2023

## Diskografie (Auswahl)
- La traviata von Giuseppe Verdi. Dirigent Zubin Mehta (TELDEC, 2000)
- Peer Gynt von Edvard Grieg. Dirigent Kristjan Järvi (RAI, 2001)
- Scena, Ruah und Cellokonzert von Ivan Fedele. Dirigent Pascal Rophé, Violoncello Jean-Guihen Queyras (Stradivarius, 2003)
- Werke von Luigi Dallapiccola. Dirigent Pascal Rophé, Violoncello Jean-Guihen Queyras (Stradivarius, 2005)
- Violinkonzert und 2. Violinsonate von Ferruccio Busoni. Dirigent John Storgards, Violine Frank Peter Zimmermann (Sony, 2005)
- Werke von Michael Nyman und Michael Daugherty. Dirigent Tito Ceccherini, Violine Francesco D’Orazio (Amadeus, 2007)
- Werke von Fausto Romitelli. Dirigent Peter Rundel (Stradivarius, 2007)
- Torino Auditorium RAI „A. Toscanini“. Werke von Pjotr Tschaikowski, György Ligeti, Benjamin Britten und Richard Strauss. Dirigent Juraj Valčuha (RAI, 2008)
- Werke von Stefano Gervasoni, Giacomo Manzoni und Anton Webern. Dirigent Lothar Koenigs (Stradivarius, 2009)
- Habanera. Vokalwerke von Francisco Asenjo Barbieri, Georges Bizet, Franz Lehár, Manuel de Falla, Leonard Bernstein und Fernando Obradors. Dirigent Karel Mark Chichon, Mezzosopran Elīna Garanča (Deutsche Grammophon, 2010)
- Cellokonzerte von Nino Rota. Dirigent Corrado Rovaris, Violoncello Silvia Chiesa (Sony, 2011)
- Sinfonien von Gaetano Donizetti. Dirigent Diego Dini Ciacci (Sony, 2014)
- The Italian Modernism. Werke von Alfredo Casella, Ottorino Respighi und Ildebrando Pizzetti. Dirigent Corrado Rovaris, Violoncello Silvia Chiesa (Sony, 2014)
- 1. Sinfonie von Gustav Mahler. Dirigent James Conlon (Rai, 2019)
- Made for Opera. Arien von Giuseppe Verdi, Gaetano Donizetti und Charles Gounod. Dirigent Riccardo Frizza, Sopran Nadine Sierra (Deutsche Grammophon, 2022)